# 지지전해질
지지 전해질(支持電解質, 영어: supporting eletrolyte)은 전기화학에서 사용하는 용어로, IUPAC의 정의에 따르면, 전기적으로 활성이 아니며(사용된 전극 전위의 범위 내에서) 전해질에 첨가된 전기활성종으로 인한 것보다 이온 강도 및 전도성이 훨씬 큰 화학종을 함유하고 있는 전해질이다. 지지 전해질은 때때로 불활성 전해질 또는 비활성 전해질로 지칭된다.
지지 전해질은 전극 전위의 제어가 필요한 전기화학 측정에 널리 사용된다. 지지 전해질은 용해액의 전도도를 향상시키기 위해서(소위 IR 강하를 실질적으로 제거하기 위해), 전기장에서 이온의 이동으로 인해 전기활성종의 수송을 막아버리고, 또한 일정한 이온 농도와 pH 농도 등을 조절하기도 한다.

## 같이 보기
- 수용액
- 결정 성장
- 전기화학
- 전기 분해
- 전해질
- 전기영동
- 용해